# Andrej Šimunec
Andrej Šimunec (Osijek, 2. ožujka 1995.) hrvatski je nogometaš koji igra na poziciji braniča. Trenutačno je bez kluba.